# Pagersari (Tlogomulyo)
Pagersari is een bestuurslaag in het regentschap Temanggung van de provincie Midden-Java, Indonesië. Pagersari telt 4611 inwoners (volkstelling 2010).